# Arcibiskupské divadlo
Arcibiskupské divadlo, francouzsky Théâtre de l'Archevêché je divadlo v Aix-en-Provence v jižní Francii. Každoročně se zde koná letní operní festival v Aix-en-Provence.